# Central Park
 For alternative betydninger, se Central Park (flertydig). (Se også artikler, som begynder med Central Park)
Central Park er en park på Manhattan i New York City, USA. Den er 4,1 km lang og 825 m bred og har et areal på 3,4 km² (338 ha), og den er med sine omkring 25 millioner besøgende årligt den mest besøgte by-park i USA. Dens brug i mange film og tv-serier har desuden placeret den blandt de mest berømte parker i verden. Den administreres af byens park-udvalg, kaldet "New York City Department of Parks and Recreation".
Central Park afgrænses mod nord af West 110th Street, mod vest af Eighth Avenue og mod syd af 
West 59th Street. Disse gader bliver til daglig omtalt som henholdsvis "Central Park North, "Central Park West" og "Central Park South". Mod øst afgrænses den af Fifth Avenue, der i denne sammenhæng omtales ved sit formelle navn.
De indledende planer til parken blev udarbejdet i 1857 af landskabsarkitekterne Frederick Law Olmsted og Calvert Vaux, og selvom den gennemgående tager sig ud som et naturligt landskab, er næsten alt nøje placeret. Den har flere kunstige søer, lange vandrestier, to skøjtebaner, et naturreservat, områder beregnet til forskellige sportsgrene samt legepladser. Parken er en velbesøgt oase for trækfugle og er derfor også populær hos fuglekiggere. Den 10 km lange vej, som omgrænser parken, er populær blandt joggere, cyklister og rulleskøjteløbere – især i weekenden og om aftenen efter kl. 19.00, når parken lukkes for motoriseret trafik.

## Historie

### Parkens grundlæggelse
Mellem 1820 og 1850 blev befolkningen i New York City næsten firdoblet, hvilket fik borgerne til at søge mod byens grønne områder – fortrinsvis kirkegårde – for at komme væk fra larmen og det kaotiske liv. Dette fik digteren og redaktøren af avisen The Evening Post (som senere blev til New York Post), William Cullen Bryant til at pege på behovet for en stor offentlig park. Han blev støttet af USA's første landskabsarkitekt, Andrew Jackson Downing, som i 1844 indledte en offentlig debat om behovet for en sådan park. Ambitionen var, at det skulle være et stilfuldt sted, hvor man kunne køre i åbne vogne ligesom i Bois de Boulogne i Paris og Hyde Park i London. I 1853 udvalgte byens lovgivere et 2,8 km² stort område fra 59th street til 106th Street til parken. Områdets grundværdi alene udgjorde mere end 5 millioner US$.
Der blev udpeget en kommission, som skulle varetage udviklingen af parken, og i 1857 afholdt man en konkurrence om udformningen af landskabet. Til denne konkurrence fremkom Olmsted og Vaux med vinderforslaget – den såkaldte Greensward Plan. Ifølge Olmsted var parken "af stor vigtighed, som værende den første egentlige park, udviklet i dette århundrede – en demokratisk udvikling af allerhøjeste betydning". Et synspunkt, som sikkert kan føres tilbage til hans mange rejser og ophold i Europa i 1850. Under disse rejser besøgte han adskillige parker og blev især imponeret af Birkenhead Park nær Liverpool, England, som åbnede i 1847 som den første offentligt finansierede park i verden.
Inspiration til udformningen af den kommende Central Park kom flere steder fra. Landskabsprægede kirkegårde som Mount Auburn, (Cambridge, Massachusetts) og Green-Wood (Brooklyn, New York) viste for eksempel et idyllisk, naturalistisk landskab. Den mest betydningsfulde nyskabelse ved Central Park var de såkaldte separate cirkulationssystemer for fodgængere, ridende og vogne. Den krydsende trafik blev fuldstændigt skjult i nedsænkede vejbaner, afskærmet med tæt beplantning, så indtrykket af det rustikke landskab ikke forstyrredes. Greensward-planen omfattede desuden op til 36 broer – alle tegnet af Vaux – i et materialevalg, der spændte fra knudret granit eller Manhattan-skifer til nærmest neo-gotiske jernkonstruktioner. Ikke to broer var ens. En dobbelt allé af elmetræer, som endte ved "Bethesda Terrace" med udsigt over søer og skove, udgjorde hjertet i den overordnede plan.
Før parken kunne anlægges skulle områdets beboere fjernes. Disse var overvejende fattige, afroamerikanere og immigranter fra Tyskland og Irland. De fleste boede i mindre landsbyer som Seneca Village, Harsenville, the Piggery District og Convent of the Sisters of Charity. De godt og vel 1600 arbejderklasse-indbyggere i området blev tvangsfjernet i 1857 i henhold til en gældende lov om ekspropriation, og landsbyerne blev revet ned.  Joe Pepitones tip-oldefar var den hovedansvarlige for flytningen og nedrivningen.
Omkring 1860 blev det tydeligt, at Olmsted – selvom han var en begavet landsskabsarkitekt – var en inkompetent leder. Han havde kun ringe overblik over udgifterne til anlæggelse af parken, og på grund af hans ledelsesform var der ofte forsinkelser i byggeriet. Han nægtede imidlertid at fratræde frivilligt, hvorfor han nærmest tvang kommissionen til at indsætte en anden i hans sted. Andrew Haswell Green, den tidligere formand for byens uddannelsesudvalg, overtog stillingen som formand for kommissionen. På trods af sin begrænsede erfaring formåede han at accelerere processen og afslutte forhandlingerne om køb af yderligere 26 ha land ved parkens nordlige ende mellem 106th street og 110th Street. Dette område skulle bruges til den bakkede del af parken.
Mellem 1860 og 1873 nåede man langt med anlæggelsen, og de fleste større udfordringer var overvundet. I denne periode blev mere end 14.000 m³ jord transporteret til og fra New Jersey, fordi den oprindelige jord ikke var god nok som vokseplads for de forskellige træer, buske og planter, som Greensward Planen krævede. Da parken blev officielt færdiggjort i 1873, var mere end ti millioner vognladninger jord og sten blevet gravet op og fjernet fra området med håndkraft. Mere end fire millioner træer, buske og planter – fordelt over ca. 1500 arter – udgjorde fundamentet for nutidens Central Park.

### Det tyvende århundrede
Efter færdiggørelsen af parken gled den hurtigt ud i forfald. Mest af alt på grund af den berygtede politiske "instans" i New York, Tammany Hall, som var datidens mest indflydelsesrige politiske kraft i byen.
Århundredeskiftet bød desuden på nye udfordringer for parken: Bilen var opfundet og var blevet almindelig, hvilket gav problemer med forurening, men også folks aktiviteter havde ændret sig, så parker også blev brugt til sport og lignende aktiviteter og ikke længere kun til gåture og picnics i idylliske omgivelser. Efter opløsningen af kommissionen bag Central Park i 1870, Andrew Greens afgang fra projektet og Vaux' død i 1895, blev vedligeholdelsen af parken gradvist nedtrappet. Døde træer og planter blev kun sjældent udskiftet, ligesom ingen gjorde noget ved den udtrådte plæne. I adskillige årtier blev der heller ikke gjort noget for at forebygge hærværk og spredning af affald i parken.
Dette ændrede sig imidlertid i 1934, da Fiorello LaGuardia – efter at være blevet valgt som borgmester for New York – samlede byens fem park-relaterede udvalg og gav Robert Moses til opgave at rydde op i parken. Moses, som snart skulle blive en af de mægtigste mænd i New York, overtog, hvad der dybest set var et efterladenskab fra en svunden tid. Historikeren Robert Caro beskrev i 1974 i sin bog The Power Broker, hvordan parken så ud på dette tidspunkt:
| Citat             | Plæner, usåede, var vidder med bar jord, dekoreret med ujævne lapper med græs og ukrudt, som blev støvbunker i tørt vejr og mudderhuller i vådt... Den engang så smukke promenade lignede efterladenskaberne, morgenen efter en vild fest. Bænke var væltet om på ryggen med benene strittende mod himlen... | Citat |
| Robert Caro, 1974 | |       |

På bare ét år formåede Moses at rydde op – ikke kun i Central Park – men også i andre parker i New York City; plæner og blomster blev genplantet, døde træer og buske udskiftet, mure blev sandblæst og broer repareret. Gennemgribende omlægninger og anlægsarbejder blev også udført. For eksempel blev det daværende "Croton Reservoir" fyldt op med jord, hvorved man skabte parkens store plæne (the Great Lawn). Greensward-planens intention om at skabe et idyllisk landskab blev kombineret med Moses' vision om en park, som kunne bruges til rekreation, så der blev anlagt 19 legepladser og 12 boldbaner til forskellige spil. Moses formåede også at sikre finansiering fra det såkaldte New Deal-program, såvel som donationer fra offentligheden, hvorved han sikrede, at parken fik nyt liv og "blomstrede" under hans beskyttende vinger.

### 1960–1980
Da Robert Moses trådte tilbage fra kommissionen i 1960, kunne ingen erstatte ham og den magt og indflydelse han havde. Gennem sine 26 år som medlem af kommissionen, havde han ikke kun vedligeholdt parkerne i New York City men også påbegyndt talrige andre projekter. Da han stoppede, begyndte Central Park langsomt at forfalde på grund af hærværk, affald, graffiti og sliddet fra de forskellige begivenheder, der fandt sted i parken. Fejring af nytår, sommerkoncerter, fredsdemonstrationer, protestmarcher og talrige andre arrangementer gennem 1960'erne efterlod en park, der lignende dén, som Moses overtog i sin tid. Antallet af forbrydelser, begået i parken, steg og tilførslen af økonomiske midler faldt. Parken så ud, som var den ude af kontrol. Trods det ydre indtryk var der dog flere positive aspekter ved denne tyveårs periode. Teateret "The Public Theater" introducerede sin årlige opførelse af Shakespeares skuespil i parken i 1962 og New York Philharmonic og Metropolitan Opera indledte deres årlige sommerkoncerter på den store plæne.
I 1975 gik flere grupper sammen for at formulere nye idéer til, hvordan man kunne tage vare på parken. For at få indflydelse på dens daglige drift gik de til borgmester Edward Koch og Gordon Davis, der var formand for parkudvalget. På deres initiativ blev "Central Park Conservancy" grundlagt i 1980, ledet af formanden, Bill Beinecke og administratoren for Central Park, Betsy Barlow Rogers.

### 1980 – nutiden
Da Central Park Conservancy blev grundlagt, ønskede man ikke at skabe en ny organisation med formelt ansatte opsynsfolk, da dette ville betyde højere driftsomkostninger. I stedet fokuserede man på at tiltrække frivillige til arbejdet, hvilket samtidig betød starten på en kampagne, der skulle få folk i New York City til at tage bedre vare på parken og i højere grad opfatte den som en vigtig del af byens identitet.
Foreningen samarbejdede med kommissionen og overtog det samlede ansvar for restaureringen og vedligeholdelsen af parken, hvilket blev annonceret i 1981 i en skrivelse med titlen Rebuilding Central Park for the 1980s and Beyond. Dette dokument blev en tidlig plan for den fortsatte udvikling af parken og beskrev handlinger, som var påkrævet for at genskabe parkens tidligere storhed. Dokumentet beskrev tre kerneopgaver, udpeget som særligt vigtige for parkens fremtid. Den arkitektoniske arv skulle genskabes – ikke kun landskabet og miljøet, men også broerne, huse og andre bygninger, som var forfaldet gennem de tyve års skødesløshed. Foruden dette, påpegede dokumentet også nødvendigheden af en gennemgribende gensåning af græs og en konstant pasning af alle områder i parken. Desuden fremhævede det forskellige tiltag, som ville øge sikkerheden omkring parken – især om natten – hvilket kunne tiltrække flere besøgende.
Gennem årene blev mange bygninger restaureret, og mange timer blev brugt på at genetablere parken. Alene i 2004 brugte frivillige mere end 32.000 timer på at arbejde i parken, hvor blandt andet "the Heckscher playground" blev  sat i stand. Desuden viste den privatfinansierede opførelse af "the Diana Ross Playground" i 1986, hvordan ikke-statslige organer kunne forbedre parken.

## Skulpturer
Selvom Olmsted ikke var tilhænger af, at der skulle stuves for mange skulpturer sammen i parken, har 29 af slagsen alligevel fundet deres vej ind i den gennem årene, langt de fleste doneret af private og organisationer. De første statuer, der blev opstillet, var af forfattere og digtere og var placeret sammen på en del af promenaden, som senere blev kendt som "Literary Walk" – "den litterære rute". De mest velkendte skulptører, som er repræsenteret i parken, er Augustus Saint-Gaudens og John Quincy Adams Ward. 
Angel of the Waters fra 1873 af Emma Stebbins, der er opstillet ved Bethesda Terrace, var den første store officielle skulpturelle opgave, udført en amerikansk kvinde. En populær statue blandt turister er monumentet fra 1926 af slædehunden Balto, som blev berømt under bestræbelserne i 1925 på at få serum frem til Nome i Alaska – en bedrift, der reddede byens indbyggere fra en ødelæggende epidemi. Monumentet bærer præg af, at utallige besøgende har klappet hunden. Den ældste skulptur er Cleopatra's Needle, som egentligt er en egyptisk obelisk af Tutmose 3., som er meget ældre end Cleopatra. Denne blev doneret til New York af Egyptens Khediv. Nord for "Conservatory Water" – søen med sejlskibe – er der en enorm statue af Alice i Eventyrland, som sidder på en stor paddehat med sin kat, betragtet af hattemageren og kaninen.  Et stort monument af Duke Ellington, skabt af skulptøren Robert Graham, blev opstillet i 1997 nær Fifth Avenue og 110th Street i "the Duke Ellington Circle".
I 16 dage i februar 2005 dannede Central Park rammerne for Christo og Jeanne-Claudes installation The Gates. Det tog adskillige år at indhente de nødvendige tilladelser til projektet, men selv om det udløste blandede reaktioner, blev installationen regnet for et stort – omend midlertidigt – aktiv for parken.
Også den danske eventyrforfatter H.C. Andersen er opstillet i Central Park.

## Kriminalitet
Selvom Central Park ofte betragtes som en slags oase midt i "byen, der aldrig sover", kunne den tidligere – i følge kriminalitetsstatistikkerne – være et meget farligt sted at opholde sig, især efter mørkets frembrud. En række i medierne meget omtalte hændelser, som f.eks et berygtet og særdeles voldeligt overfald i 1989 (kendt som "the Central Park Jogger case"), afholdt mange fra at besøge parken. Parken er dog i dag (ligesom New York helt generelt) mere sikker, selvom der tidligere fandt adskillige røveriske overfald og voldtægter sted.
I takt med, at hyppigheden af kriminalitet er faldet, er mange af de negative opfattelser af parken forsvundet, og normalt er udvisning af almindelig sund fornuft nok til at beskytte én. Parken har sin egen politienhed tilknyttet ("Central Park Precinct"), som beskæftiger både almindelige politifolk  og frivillige. På denne måde blev antallet af forbrydelser i parken  – som har mere en 25 millioner besøgende årligt – i 2005 holdt nede på mindre end 100. Dette regnes for en relativt lav kriminalitetsrate, og i dag sker de fleste forbrydelser mellem personer, der i forvejen kender hinanden og er således ikke rettet mod tilfældige besøgende.

## Aktiviteter i parken
Hver sommer præsenterer "the Public Theatre" en gratis friluftforestilling, som ofte har medvirken af skuespillere, kendt fra film og Tv. Forestillingerne finder sted på parkens faste friluftsscene, kaldet "Delacorte Theatre". De fleste stykker er William Shakespeares skuespil, og de er siden begyndelsen i 1962 generelt blevet betragtet som værende af høj kvalitet. Det symfoniske orkester New York Philharmonic giver en friluftskoncert hver sommer på parkens store plæne – "the Great Lawn" – og Metropolitan Opera opfører to operaer. Desuden har parken dannet rammen om en række store koncerter med navne som Simon and Garfunkel (i forbindelse med et genforenelsesshow 1981), Diana Ross i 1983 og Dave Matthews Band i 2003.
En gammel tradition i parken, som stadig bliver holdt i live, er ridning, hvilket kan lade sig gøre i kraft af den nærliggende stald og rideskole, Claremont Riding Academy.
Tilladelser til at afholde forskellige demonstrationer og offentlige møder i Central Park er blevet sværere at indhente. I 2004 ønskede organisationen United for Peace and Justice f.eks at afholde en fredelig demonstration på "the Great Lawn" mod den fortsatte besættelse af Irak. Byen afviste imidlertid organisationens ansøgning med den begrundelse, at en sådan forsamling ville skade plænen, hvilket igen ville gøre det vanskeligere at sikre borgernes donationer til parken (en domstol støttede senere afvisningen).
Siden 1960'erne har forskellige græsrodsorganisationer lanceret kampagner med det formål at bringe parkens ringveje tilbage til deres oprindelige tilstand, hvor biler ikke var tilladt. Gennem årene er antallet af bilfrie timer i parken således blevet forøget, selvom et totalt forbud ikke støttes af byens transportudvalg (New York City Department of Transportation).

## Vedligeholdelse af parken
Den private non-profit organisation, "Central Park Conservancy" har som sin opgave at genopbygge, bestyre og bevare Central Park i samarbejde med offentligheden for at sikre eftertiden det fulde udbytte af parken. Den blev grundlagt i 1980 og udfører sine aktiviteter i henhold til en kontrakt med New Yorks parkudvalg. Takket være gavmildhed fra mange privatpersoner, virksomheder og fonde har organisationen indsamlet mere end 300 millioner US$ og har gjort parken til et forbillede for mange andre parker i USA. Organisationen fremskaffer mere end 85% af parkens årlige vedligeholdelsesbudget på 23 millioner US$ og er ansvarlig for al daglig vedligeholdelse. Organisationen vedligeholder plæner, river blade sammen, beskærer og gøder træer, planter hække og blomster, vedligeholder boldbaner og legepladser samt fjerner graffiti. Desuden rengør den monumenter, broer og bygninger, tager vare på skove, forhindrer erosion, vedligeholder drænsystemer samt beskytter de mange søer og vandløb mod forurening, tilstopning og algevækst.

### Om Central Park på dansk
- Portal; Slots- og Ejendomsstyrelsens magasin nr. 6, december 2003 Arkiveret 12. marts 2007 hos  Wayback Machine

### Om Central Park på engelsk
- NYC Department of Parks & Recreation
- Central Park Conservancy
- Central Park Zoo
- CentralPark.com – The complete Guide to Central Park
- Central Park Attractions Arkiveret 23. april 2007 hos  Wayback Machine
- NYC Department of Park & Recreation: Central Park Arkiveret 15. juni 2004 hos  Wayback Machine
- CentralPark.org
- Forgotten NY: The bridges of Central Park Arkiveret 3. juli 2008 hos  Wayback Machine, photographs and text
- Images of America: The Central Park Zoo, photographs and text
- Central Park Fishing, bass fishing in Central Park
- Car-Free Central Park Campaign Arkiveret 22. februar 2006 hos  Wayback Machine
- Vintage Photographs of Central Park
- Central Park Winter Photo Gallery Arkiveret 23. marts 2006 hos  Wayback Machine
- Central Park Pictures Arkiveret 4. april 2006 hos  Wayback Machine – A large gallery of hi-res Central Park images.
- Graphicalic Arkiveret 23. februar 2006 hos  Wayback Machine, pictures from Central Park
- Central Park Posters Arkiveret 20. marts 2006 hos  Wayback Machine, an aerial view
- NYCfoto.com – Central Park Arkiveret 17. november 2006 hos  Wayback Machine
- A Central Park photo gallery
- Image Gallery of Central Park Arkiveret 17. juli 2006 hos  Wayback Machine